# Jan Rychlík (skladatel)
Jan Rychlík (27. dubna 1916 Praha – 20. ledna 1964 Praha) byl český skladatel v oboru jazzovém, ale i klasickém.

## Život
Narodil se v rodině městského stavebního inženýra (stavebního rady) Viléma Rychlíka (1882–1937) a matky Josefy, rozené Jakubíčkové (* 1884), jako starší ze dvou synů. Rodina žila v tehdejší Praze VII. Po maturitě na reálce v Praze-Holešovicích vystudoval Vysokou školu obchodní. V letech 1940–1945 studoval na Pražské konzervatoři skladbu u Jaroslava Řídkého a v roce 1946 absolvoval u téhož profesora i mistrovskou školu. Spolupracoval s orchestrem Gramoklubu, Blue Music a na bicí hrál i u začínajícího orchestru Karla Vlacha. Jan Rychlík zemřel na infarkt.

## Dílo
Svou skladatelskou činnost zahájil v oblasti populární hudby. Brzy však komponoval i klasickou hudbu komorní a symfonickou. Volně přecházel od žánru k žánru a cítil se dobře ve všech oborech hudební tvorby. Významnou složkou jeho tvorby se stala filmová hudba. Zkomponoval hudbu k více než šedesáti filmům. Mezi nejpopulárnější patří Limonádový Joe aneb koňská opera, Hudba z Marsu, Stvoření světa či Kavárna na hlavní třídě.
V oblasti hudby vážné komponoval v duchu neoklasicismu. V 60. letech se přiklonil k tzv. nové hudbě. V některých kompozicích využíval Obuchovovu notaci. Nejznámější z těchto děl je jeho Africký cyklus.
Významné je i jeho literární dílo, kdy napsal první část významné učebnice instrumentace nazvané Moderní instrumentace (Panton, 1969). První části vycházely v samostatných sešitech. Byly unikátní množstvím příkladů z hudební literatury zvláště první poloviny 20. století. Po jeho smrti se úkolu dokončení této knihy zhostil Jarmil Burghauser, který složil kolektiv autorů ve spolupráci s instrumentalisty. Tato kniha je dodnes ve skladatelských kruzích ceněna jako první moderní učebnice instrumentace.
Jeho syn Jan Rychlík mladší je český historik.